# 우르의 왕릉

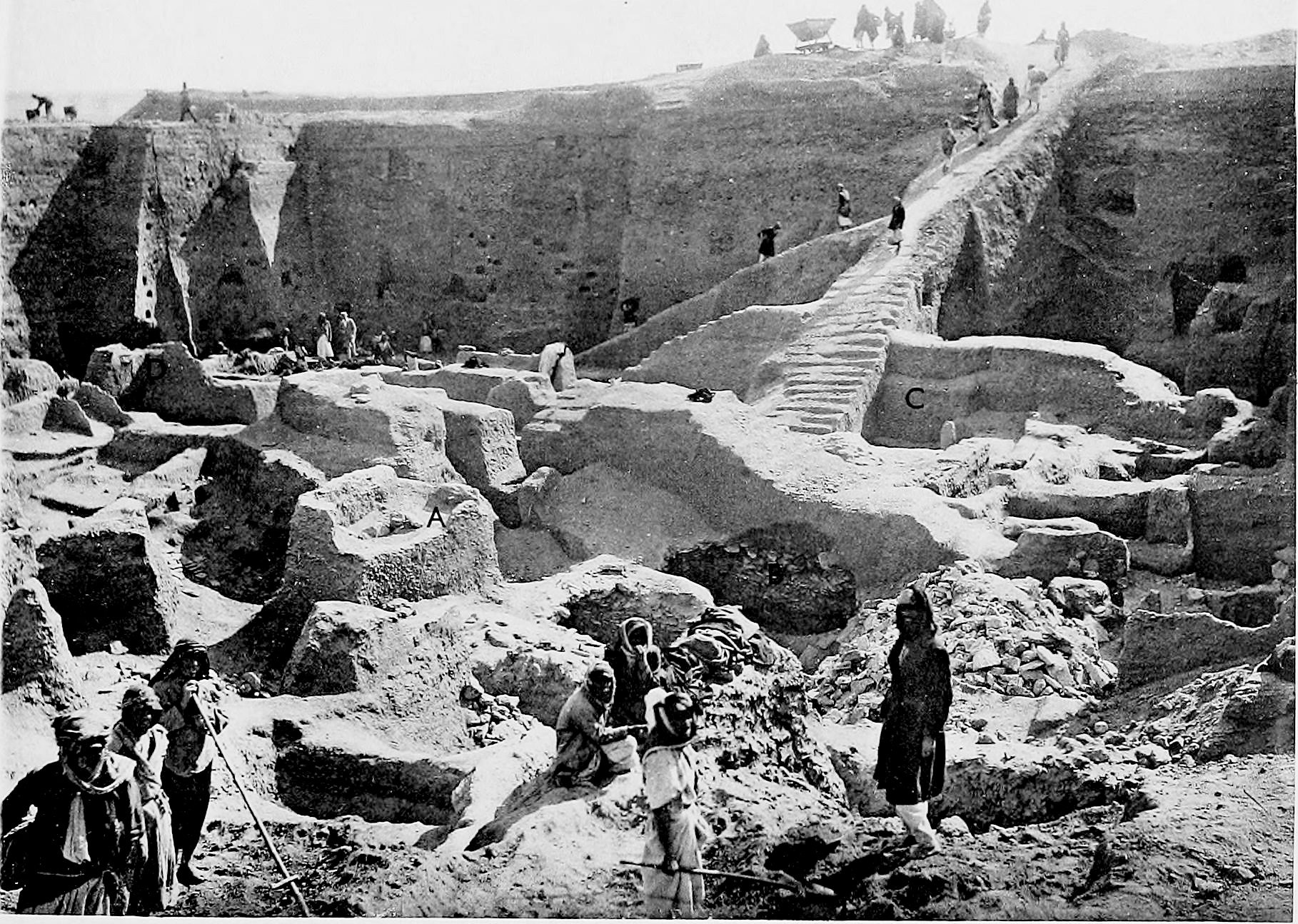

우르의 왕릉은 우르(엘 무카이 야르)의 유적에 있는 왕릉군(王陵群)이다. 1922년부터 1934년 사이 레나드 울리(Leonard Woolley)경의 감독 하에 우르 왕릉의 초기 발굴이 시작되었다. 우르 제1왕조의 메산니파다(Mesannepadda), 아안니파다나 그 왕비의 무덤으로 이루어졌는데, 지하에 세로로 굴을 파서 만들었다. 어떤 왕릉의 입구에는 종인(從人)·사륜거(四輪車)·가축이 순장(殉葬)되어 있다. 슈브아드 왕비의 묘에는 정교한 금·은 세공과 보석을 박은 머리장식품·빗·귀걸이 등의 장신구를 여왕의 시체에 장식하여 수많은 시녀와 같이 매장하였다. 모자이크로 장식된 하프, 황금단검과 투구, 7현금(七弦琴) 등 다수의 부장품이 출토되었다.

## 같이 보기
- 라가시